# Charlotte Christine Wolfenbüttel
Charlotte Christine Wolfenbüttel, eigentlich Dortie Marie-Elisabeth Danielson, verwitwete Charlotte Maldaque und Charlotte d’Aubant, (* um 1693; † 20. Januar 1771 in Vitry-sur-Seine) war als die falsche Prinzessin Charlotte Christine Sophie von Wolfenbüttel bekannt.

## Leben
Geboren wurde sie als Dortie Marie-Elisabeth Danielson.
Einer Legende nach soll die 1715 verstorbene Charlotte Christine Sophie von Wolfenbüttel ihren Tod kurz nach der Geburt ihres Sohnes Peter vorgetäuscht haben, um den Misshandlungen durch ihren Gatten Alexei von Russland zu entgehen. Sie sei damals nach Paris geflohen und von dort aus mit einer Gruppe deutscher Auswanderer nach Louisiana gelangt sein. Nach dem Tod von Alexei im Jahr 1718, heiratete sie angeblich den französischen Chevalier d’Aubant, der sich bereits am russischen Hof in sie verliebt haben soll. Als sie wieder nach Paris zurückgekehrt war, habe sie der Graf Moritz von Sachsen dort auf einem Spaziergang erkannt. Das Ehepaar d’Aubant sei kurz darauf gemeinsam mit ihrer Tochter nach Bourbon (Mauritius) ausgewandert. 1754 kehrte sie alleinstehend nach Frankreich zurück. Hier soll sie bis zu ihrem Tode zurückgezogen gelebt haben, wobei sie angeblich vom braunschweigischen Hof eine jährliche Unterhaltszahlung erhielt.

## Rezeption
Diese Geschichte wurde von mehreren Autoren aufgegriffen und unter anderem von Voltaire (1760), Grimm und Diderot (1771) oder Bossu (1777) erforscht, interpretiert und teilweise widerlegt. Die Legende ist Thema mehrerer Romanhandlungen und Theaterstücke des 19. Jahrhunderts, wie beispielsweise durch Heinrich Zschokke (Die Prinzessin von Wolfenbüttel, 1804), Isabelle de Montolieu (La princesse de Wolfenbuttel, 1806), Charlotte Birch-Pfeiffer (Santa Chiara, 1854) oder Theodor Piderit (Charlotte von Wolfenbüttel, 1876).

## Forschung
Nachforschungen in den französischen Archiven ergaben, dass tatsächlich eine Charlotte Christine mit einem Ehemann, dem Capitaine-Major Urbain Maldaque und ihrer gemeinsamen Tochter (ebenfalls mit dem Namen Charlotte Christine) von 1728 bis 1759 auf Mauritius gemeldet waren. Dabei nannte sich die Frau sowohl in der Taufurkunde ihres Kindes als auch in späteren Urkunden Charlotte Christine von Wolfenbüttel; manchmal auch als Caroline Christine oder C. Christine. Sie ist 1759 gemeinsam mit einer farbigen Dienerin nach Paris zurückgekehrt. Dort unterschrieb sie einen Kaufvertrag für den Erwerb eines Hauses mit dem Namen „Dortie Marie-Elisabeth Danielson, Witwe des Urbain Maldaque“. Aus diesen Schriftproben und dem Umstand, dass die Frau vermutlich Analphabetin war, sowie den glaubhaften Berichten der Ärzte, die den Tod der Prinzessin von Wolfenbüttel 1715 bezeugten, wird abgeleitet, dass die beiden Frauen nicht identisch gewesen sein können. Ob sie eine Hochstaplerin war oder es sich lediglich um eine Verkettung von mehreren Irrtümern handelte, konnte jedoch nicht restlos geklärt werden. René Le Juge de Segrais vermutet in seinem Buch Les Deux Princesses, dass sie lediglich für ihren Ehemann in die Rolle der Prinzessin schlüpfte.